# Saint-Jean-d'Ormont
Saint-Jean-d'Ormont là một xã thuộc tỉnh Vosges trong vùng Grand Est miền đông bắc nước Pháp.